# 九相図
九相図（くそうず、九想図）とは、屋外にうち捨てられた死体が朽ちていく経過を九段階にわけて描いた仏教絵画である。
名前の通り、死体の変遷を九の場面にわけて描くもので、死後まもないものに始まり、次第に腐っていき血や肉と化し、獣や鳥に食い荒らされ、九つ目にはばらばらの白骨ないし埋葬された様子が描かれる。九つの死体図の前に、生前の姿を加えて十の場面を描くものもある。九相図の場面は作品ごとに異なり、九相観を説いている経典でも一定ではない。

## 概説
『大智度論』『摩訶止観』などでは以下のようなものである。
1. 脹相（ちょうそう） - 死体が腐敗によるガスの発生で内部から膨張する。
2. 壊相（えそう） - 死体の腐乱が進み皮膚が破れ壊れはじめる。
3. 血塗相（けちずそう） - 死体の腐敗による損壊がさらに進み、溶解した脂肪・血液・体液が体外に滲みだす。
4. 膿爛相（のうらんそう） - 死体自体が腐敗により溶解する。
5. 青瘀相（しょうおそう） - 死体が青黒くなる。
6. 噉相（たんそう） - 死体に虫がわき、鳥獣に食い荒らされる。
7. 散相（さんそう） - 以上の結果、死体の部位が散乱する。
8. 骨相（こつそう） - 血肉や皮脂がなくなり骨だけになる。
9. 焼相（しょうそう） - 骨が焼かれ灰だけになる。

死体の変貌の様子を見て観想することを九相観（九想観）というが、これは修行僧の悟りの妨げとなる煩悩を払い、現世の肉体を不浄なもの・無常なものと知るための修行である。九相観を説く経典は、奈良時代には日本に伝わっていたとされ、これらの絵画は鎌倉時代から江戸時代にかけて製作された。大陸でも、新疆ウイグル自治区やアフガニスタンで死屍観想図像が発見されており、中国でも唐や南宋の時代に死屍観想の伝統がみられ、唐代には九相図壁画の存在を示唆する漢詩もある。

## 現存する九相図
ただし、閲覧・拝観可能であっても時期が限られるものが多い。
- 『小野小町九相図』、住蓮山安楽寺、京都市
- 『檀林皇后九相観』、桂光山西福寺、京都市
- 『九相詩絵巻（小野小町九相図）』、如意山補陀落寺（小町寺）、京都市
- 六道絵『人道不浄相図』、紫雲山聖衆来迎寺、滋賀県
- 『九相詩絵巻』、九州国立博物館所蔵（もと神奈川県個人蔵）、鎌倉時代
- 『九相詩絵巻』、九州国立博物館所蔵、文亀元年（1501年）
- 『九相図』、河鍋暁斎筆、河鍋暁斎記念美術館
- 『九相図』、浄土真宗本願寺派西岸寺、京都市伏見区、江戸時代後期[1]

## 関連文献
- Kanda, Fusae (2005). “Behind the Sensationalism: Images of a Decaying Corpse in Japanese Buddhist Art”. The Art Bulletin (Taylor & Francis) 87 (1):  24-49. doi:10.1080/00043079.2005.10786227.
- 山本聡美 『九相図をよむ 朽ちてゆく死体の美術史』、KADOKAWA〈角川選書〉、2015年。増補カラー版・角川ソフィア文庫、2023年
- 今西祐一郎 「死を想え『九相詩』と『一休骸骨』」　〈ブックレット 書物をひらく〉、平凡社、2016年。